# Jan Valk
Jan Valk (* 4. November 1978 in Ratingen) ist ein deutscher Germanist, Herausgeber, Übersetzer, Verlagslektor, Journalist und Autor.

## Leben und Werk
Jan Christopher Valk wurde 1978 in Ratingen geboren. Nach Abitur am Theodor-Heuss-Gymnasium und anschließendem Zivildienst studierte Valk Germanistik und Philosophie an der Rheinischen Friedrich-Wilhelms-Universität Bonn. Dort erwarb er 2006 seinen Magister in der Neueren Deutschen Literatur mit seiner Arbeit über Jacques Derridas Auseinandersetzung mit Paul Celan.
Neben dem Studium sammelte er Erfahrungen in Verlagen wie dem Aufbau-Verlag und dem Rowohlt Verlag, aber auch bei Rundfunk- und Fernsehanstalten wie dem Deutschlandfunk oder dem NDR. Nach seinem Studienabschluss war er für ein Jahr als Lektoratsvolontär beim Verlag Kiepenheuer & Witsch in Köln tätig. Danach arbeitete Valk als Rezensent für Print und Online, als Herausgeber, Übersetzer, Veranstaltungskurator und Freier Verlagslektor. In der Berliner Bürogemeinschaft, Adler & Söhne, arbeitet er mit anderen Autoren, Lektoren, Übersetzern und Journalisten zusammen. Seit 2009 hat er als Redakteur zahlreiche Titel im Rowohlt Verlag betreut, unter anderem von Autoren wie Tom Harper, Mary Burton, Annie Sanders Lisa Gardner Simon Beckett oder Daniel Suarez. Seit April 2015 ist er als Lektor für deutschsprachige Literatur im DuMont Buchverlag in Köln tätig.
Jan Valk ist darüber hinaus der Herausgeber von Sprachgebunden, ein 2005 von Valk und Jonas Reuber gegründetes Magazin für Literatur, Kunst und Design mit Redaktionssitz in Köln und Berlin, das ein- bis zweimal im Jahr erscheint. In dem Fachmagazin erschienen u. a. Beiträge von den deutschsprachigen Autoren Uljana Wolf, Saša Stanišić, Thomas Pletzinger, Paulus Böhmer, Stefan Weidner, Ron Winkler, Daniela Dröscher, Felicia Zeller, Daniela Danz oder Greta Granderath. Als internationale Autoren waren u. a. Jean Baudrillard, David Constantine, Samuel Shimon, Jovan Nikolić, Samir el-Youssef und Fadhil al-Azzawi vertreten.
1999 erschienen Jan Valks lyrische Texte im Martin Werhand Verlag in der Junge Lyrik-Reihe.
Im Jahr 2011 gehörte Valk mit sprachgebunden zur Literaturjury des seit 2009 jährlich vergebenen deutschen Literaturpreises Hotlist, der das beste deutschsprachige Buch aus dem aktuellen Programm eines unabhängigen Verlags aus Deutschland, Österreich oder der Schweiz auszeichnet.
Beim Rowohlt Verlag in Berlin erschien 2012 seine Übersetzung des Romans Rote Zukunft des englischen Schriftstellers Francis Spufford.

## Publikationen (Auswahl)

### Als Herausgeber
- Sprachgebunden: Zeitschrift für Text + Bild. Sprachgebunden. Taschenbuch, Berlin: Ed. Chimera, 2006
- China Dossier. Sprachgebunden. Ausgabe 2, Berlin: Ed. Chimera, 2006
- Über|setzen. Sprachgebunden. Ausgabe 3, Berlin: Ed. Chimera, 2007
- Hitze. Sprachgebunden. Ausgabe 4, Berlin: Ed. Chimera, 2007
- Die Dramaturgie des Tötens. Kriminalroman, Rowohlt, Reinbek, 2009, ISBN 978-3-499-25751-3
- Arabische Literatur + Kunst im Exil. Sprachgebunden. Ausgabe 5, Taschenbuch, Berlin: Ed. Chimera, 2009
- Das Leben als Leser. Sprachgebunden. Ausgabe 6, Berlin: Ed. Chimera, 2012

### Als Feature-/Hörspielautor
- Heimlicher Lustgewinn WDR3, 2010, Regie: Martin Zylka, 55 min.
- Eine kurze Geschichte von Henning John von Freyend und dem Hemd von Rolf Dieter WDR5, 2011, Regie: Axel Pleuser, 25 min.
- Henny Dreifuss - Codename: Marguerite Barbe WDR5, 2011, Regie: Rolf Mayer, 25 min.
- Love the machine, hate the factory WDR3, 2013 (gemeinsam mit Catharina Koller), Regie: Robert Steudtner, 55 min.

### Als Dichter
- Junge Lyrik - 50 Dichterinnen und Dichter. Anthologie. Werhand, Melsbach 1999, ISBN 3-9806390-1-0. Auch zweite, überarbeitete Auflage, Melsbach 2000.

### Als Übersetzer
- Francis Spufford: Rote Zukunft. Roman. Rowohlt, Reinbek 2012, ISBN 978-3-499-25751-3
- Keith Ridgway: Hawthorn und Child. Roman. Rauch, Düsseldorf 2015, ISBN 978-3-7920-0363-3